# COSMIC BOX
「COSMIC BOX」（コズミック・ボックス）は、YUKIの19枚目のシングル。 2009年11月18日に エピックレコードジャパンから発売された。

## 解説
2009年第2弾シングル。2009年5月の第3子出産後、最初の新作となる。タイトル曲「COSMIC BOX」と、2008年に配信限定シングルとしてリリースされていた楽曲「メッセージ」の2曲を収録。
タイトル曲は、前作「ランデヴー」のカップリング曲「ミス・イエスタデイ」に続いて、映画主題歌に起用された。また、2005年の「歓びの種」に次いで2度目となる、長澤まさみ主演の映画作品主題歌である。初回生産盤には、PV収録のDVDが付属する。
作成段階の仮タイトルは「宇宙砂場」。
本作のジャケット写真では、YUKIはショートボブのウイッグを着用している。ウイッグを着けた写真がジャケットに使用されるのは、2007年の「ワンダーライン」以来2年ぶりである。

## 収録曲

### CD
（全作詞：YUKI）
1. COSMIC BOX（4:47）
  - 作曲：mugen／編曲：百田留衣、玉井健二、湯浅篤
  - 東宝配給映画「曲がれ!スプーン」主題歌
2. メッセージ（4:45）
  - 作曲：蔦谷好位置／編曲：YUKI、TAKIBIE
  - ロッテ「ガーナミルクチョコレート」CMソング

### DVD
1. COSMIC BOX（MUSIC VIDEO）
2. 映画「曲がれ!スプーン」劇場予告編
3. 映画「曲がれ!スプーン」プロモーション映像

## 収録アルバム
- うれしくって抱きあうよ（#1）